# Sorry to Interrupt
Sorry to Interrupt è un singolo di Jessie J, Rixton e Jhené Aiko, pubblicato il 10 giugno 2015 per la campagna Crazy Good Summer, creata per promuovere i cereali Pop-Tarts, lanciati sul mercato dalla Kellogg.Il brano è stato prodotto da Mustard.

## Promozione
Il 10 giugno 2015 è stato pubblicato un video lyrics  della canzone sul canale KellogsPopTarts. Il 25 luglio 2015 Jessie J, insieme a Rixton e Jhené Aiko ha cantato la canzone live per la prima volta. Si tratta della terza collaborazione a tre per Jessie J, dopo Wild con Big Sean e Dizzee Rascal, lanciato come primo singolo dal secondo album della cantautrice britannica, Alive (2013), e Bang Bang con Ariana Grande e Nicki Minaj, lanciato anch'esso come primo singolo dall'album Sweet Talker (2014) terzo album in studio di Jessie J. 